# Fortress (Alter Bridge)
| Recensione   | Giudizio |
| ------------ | -------- |
| AllMusic     |          |
| The Guardian |          |
| Loudwire     |          |
| Kerrang!     |          |
| Total Guitar |          |

Fortress è il quarto album in studio del gruppo musicale statunitense Alter Bridge, pubblicato il 25 settembre 2013 dalla Roadrunner Records in tutto il mondo ad esclusione degli Stati Uniti d'America, nel quale è stato pubblicato l'8 ottobre attraverso la Alter Bridge Recordings.
L'album ha debuttato alla dodicesima posizione della Billboard 200, vendendo oltre 30 000 copie negli Stati Uniti durante la prima settimana di pubblicazione. Ha inoltre esordito al primo posto come vendite per un album rock su iTunes.

## Antefatti
Registrato tra aprile e luglio 2013, Fortress è stato scritto dai membri del gruppo durante i tre anni in cui hanno partecipato a tour mondiali, anche durante la separazione momentanea del gruppo, a causa di progetti personali dei membri: Myles Kennedy impegnato in un tour con Slash, Mark Tremonti ha pubblicato il suo album da solista All I Was e Scott Phillips impegnato a registrare con i Projected.
Il 17 luglio, in un'intervista rilasciata a Total Guitar, Tremonti ha rivelato nuove informazioni sull'album, affermando che il nuovo album sarebbe stato un po' differente dai lavori precedenti. Ha anche annunciato che nella traccia The Waters Rise (reintitolata successivamente in Waters Rising) lui sarebbe stato la voce principale e non sarà, dunque, cantata da Kennedy.
Il 24 luglio Tremonti ha annunciato che il gruppo aveva scelto la copertina e completato il mastering di Fortress, mentre il 31 dello stesso mese sono stati rivelati la copertina e la lista tracce dell'album.
Una settimana prima della pubblicazione, gli Alter Bridge hanno dato la possibilità di ascoltare l'intero album in streaming.

## Singoli
Il primo singolo estratto dall'album è stato Addicted to Pain, pubblicato il 12 agosto in Europa e il 20 dello stesso mese negli Stati Uniti. Il relativo video musicale è invece uscito il 6 settembre attraverso il canale YouTube del gruppo.
Il 29 ottobre dello stesso anno è stato invece pubblicato per il download digitale il secondo singolo Cry a River.

## Tracce
Testi e musiche degli Alter Bridge.
1. Cry of Achilles – 6:30
2. Addicted to Pain – 4:16
3. Bleed It Dry – 4:44
4. Lover – 5:17
5. The Uninvited – 4:47
6. Peace Is Broken – 4:40
7. Calm the Fire – 6:04
8. Waters Rising – 5:39
9. Farther than the Sun – 4:07
10. Cry a River – 4:00
11. All Ends Well – 5:12
12. Fortress – 7:36

Traccia bonus nell'edizione Best Buy
1. Outright – 3:45

Tracce bonus nell'edizione giapponese
1. Zero – 4:39
2. Home – 3:29

## Formazione
Gruppo
- Myles Kennedy – voce, chitarra
- Mark Tremonti – chitarra, voce
- Brian Marshall – basso
- Scott Phillips – batteria

Altri musicisti
- Michael "Elvis" Baskette – strumenti ad arco, tastiera, programmazione

Produzione
- Michael "Elvis" Baskette – produzione, missaggio
- Jef Moll – ingegneria del suono, editing digitale
- Kevin Thomas – assistenza tecnica
- Ted Jensen – mastering
- Stephanie Geny – assistenza mastering

## Classifiche
| Classifica (2013)          | Posizione massima |
| -------------------------- | ----------------- |
| Australia                  | 13                |
| Austria                    | 4                 |
| Belgio (Fiandre)           | 66                |
| Belgio (Vallonia)          | 63                |
| Danimarca                  | 17                |
| Finlandia                  | 45                |
| Francia                    | 75                |
| Germania                   | 7                 |
| Giappone                   | 163               |
| Irlanda                    | 16                |
| Italia                     | 9                 |
| Nuova Zelanda              | 24                |
| Paesi Bassi                | 10                |
| Regno Unito                | 6                 |
| Regno Unito (rock & metal) | 1                 |
| Spagna                     | 60                |
| Stati Uniti                | 12                |
| Stati Uniti (hard rock)    | 2                 |
| Stati Uniti (rock)         | 5                 |
| Svezia                     | 17                |
| Svizzera                   | 14                |
| Ungheria                   | 18                |

## Date di pubblicazione
| Paese       | Data              | Etichetta               |
| ----------- | ----------------- | ----------------------- |
| Giappone    | 25 settembre 2013 | Roadrunner              |
| Irlanda     | 27 settembre 2013 | Roadrunner              |
| Australia   | 27 settembre 2013 | Roadrunner              |
| Paesi Bassi | 27 settembre 2013 | Roadrunner              |
| Regno Unito | 30 settembre 2013 | Roadrunner              |
| Italia      | 1º ottobre 2013   | Roadrunner              |
| Stati Uniti | 8 ottobre 2013    | Alter Bridge Recordings |